# Crossroads (Eric Clapton)
Crossroads è un cofanetto, pubblicato nel 1988, che raccoglie quattro CD, nei quali viene ripercorsa la carriera musicale di Eric Clapton dal 1963 al 1987 con tutte le formazioni in cui Clapton ha militato nel corso della sua lunghissima carriera musicale: The Yardbirds, John Mayall & The Bluesbreakers, Cream, Blind Faith, Delaney & Bonnie & Friends, Derek and the Dominos e carriera Solista. Il cofanetto ha vinto nel 1989 un Grammy Award for Best Album Notes scritto da Anthony DeCurtis.

## Tracce

### Disco 1
Con The Yardbirds:
1. Boom Boom - 2:25 - (Clapton, The Yardbirds)
2. Honey In Your Hips - 2:18 - (Clapton, The Yardbirds)
3. Baby What's Wrong - 2:40 - (Clapton, The Yardbirds)
4. I Wish You Would - 2:19 - (Clapton, The Yardbirds)
5. A Certain Girl - 2:17 - (Clapton, The Yardbirds)
6. Good Morning Little Schoolgirl - 2:45 - (Clapton, The Yardbirds)
7. I Ain't Got You - 1:59 - (Clapton, The Yardbirds)
8. For Your Love - 2:29 - (Clapton, The Yardbirds)
9. Got To Hurry - 2:35 - (Clapton, The Yardbirds)
Con John Mayall & The Bluesbreakers:
10. Lonely Years - 3:17 - (Clapton, John Mayall)
11. Bernard Jenkins - 3:47 - (Clapton, John Mayall)
12. Hideaway - 3:14 - (Clapton, John Mayall)
13. All Your Love - 3:34 - (Clapton, John Mayall)
14. Ramblin' On My Mind - 3:07 - (Clapton, John Mayall)
15. Have You Ever Loved A Woman - 6:41 - (Clapton, John Mayall)
Con i Cream:
16. Wrapping Paper - 2:21 - (Clapton, Cream)
17. I Feel Free - 2:52 - (Clapton, Cream)
18. Spoonful - 6:30 - (Clapton, Cream)
19. Lawdy Mama - 1:50 - (Clapton, Cream)
20. Strange Brew - 2:46 - (Clapton, Cream)
21. Sunshine Of Your Love - 4:10 - (Clapton, Cream)
22. Tales Of Brave Ulysses - 2:46 - (Clapton, Cream)
23. Steppin' Out - 3:31 - (Clapton, Cream)

### Disco 2
1. Anyone For Tennis - 2:37 - (Clapton, Cream)
2. White Room - 4:56 - (Clapton, Cream)
3. Crossroads - 4:14 - (Clapton, Cream)
4. Badge - 2:43 - (Clapton, Cream)
Con i Blind Faith:
5. Presence of the Lord - 4:48 - (Clapton, Blind Faith)
6. Can't Find My Way Home - 3:15 - (Clapton, Blind Faith)
7. Sleeping In the Ground - 2:50 - (Clapton, Blind Faith)
Con Delaney & Bonnie & Friends:
8. Comin' Home - 3:13 - (Clapton, Delaney and Bonnie)
Solista:
9. Blues Power - 3:06 - (Clapton)
10. After Midnight - 3:17 - (Clapton)
11. Let It Rain - 5:01 - (Clapton)
Con i Derek and the Dominos:
12. Tell the Truth - 3:23 - (Clapton, Derek and the Dominos)
13. Roll It Over - 4:29 - (Clapton, Derek and the Dominos)
14. Layla - 7:07 - (Clapton, Derek and the Dominos)
15. Mean Old World - 3:50 - (Clapton, Duane Allman)
16. Key to the Highway - 6:27 - (Clapton, Derek and the Dominos)
17. Crossroads - 8:17 - (Clapton, Derek and the Dominos)

### Disco 3
Con i Derek and the Dominos:
1. Got To Get Better In A Little While - 5:31 - (Clapton, Derek and the Dominos)
2. Evil - 4:25 - (Willie Dixon)
3. One More Chance - 3:17 - (Clapton, Derek and the Dominos)
4. Mean Old Frisco - 4:02 - (Arthur Crudup)
5. Snake Lake Blues - 3:33 - (Clapton, Bobby Whitlock)
Solista:
6. Let It Grow - 4:56 - (Clapton)
7. Ain't That Lovin' You (Jimmy Reed) –  5:26
8. Motherless Children - 4:51 - (traditional)
9. I Shot the Sheriff - 7:48 - (Marley)
10. Better Make It Through Today - 4:05 - (Clapton)
11. The Sky Is Crying - 3:57 - (Elmore James)
12. I Found A Love - 3:38 - (Leon Russell)
13. (When Things Go Wrong) It Hurts Me Too - 5:34 - (Met London)
14. Whatcha Gonna Do - 3:01 - (Peter Tosh)
15. Knockin' On Heaven's Door - 4:21 - (Bob Dylan)
16. Someone Like You - 4:30 - (Arthus Louis)

### Disco 4
1. Hello Old Friend - 3:34 - (Clapton)
2. Sign Language - 2:56 - (Bob Dylan)
3. Further on up the Road - 6:18 - (Measey-Robey)
4. Lay Down Sally - 3:50 - (Clapton-Marc Lévy-George Terry)
5. Wonderful Tonight - 3:42 - (Clapton)
6. Cocaine - 3:35 - (J.J. Cale)
7. Promises - 3:00 - (Feldman-Linn)
8. If I Don't Be There By Morning - 4:34 - (Bob Dylan-Helen Springs)
9. Double Trouble - 8:01 - (Otis Rush)
10. I Can't Stand It - 4:09 - (Clapton)
11. The Shape You're In - 4:09 - (Clapton)
12. Heaven Is One Step Away - 4:09 - (Clapton)
13. She's Waiting - 4:55 - (Clapton-Peter Robinson)
14. Too Bad - 2:37 - (Clapton)
15. Miss You - 5:05 - (Clapton-Phillinganes-Columby)
16. Wanna Make Love to You - 5:43 - (Jerry Linn Williams)
17. After Midnight - 4:05 - (J.J: Cale)